# Hammiyala, Madikeri
Hammiyala là một làng thuộc tehsil Madikeri, huyện Kodagu, bang Karnataka, Ấn Độ.